# Eugenia involucrata
Eugenia involucrata är en myrtenväxtart som beskrevs av Dc.. Eugenia involucrata ingår i släktet Eugenia och familjen myrtenväxter. Inga underarter finns listade i Catalogue of Life.

## Bildgalleri

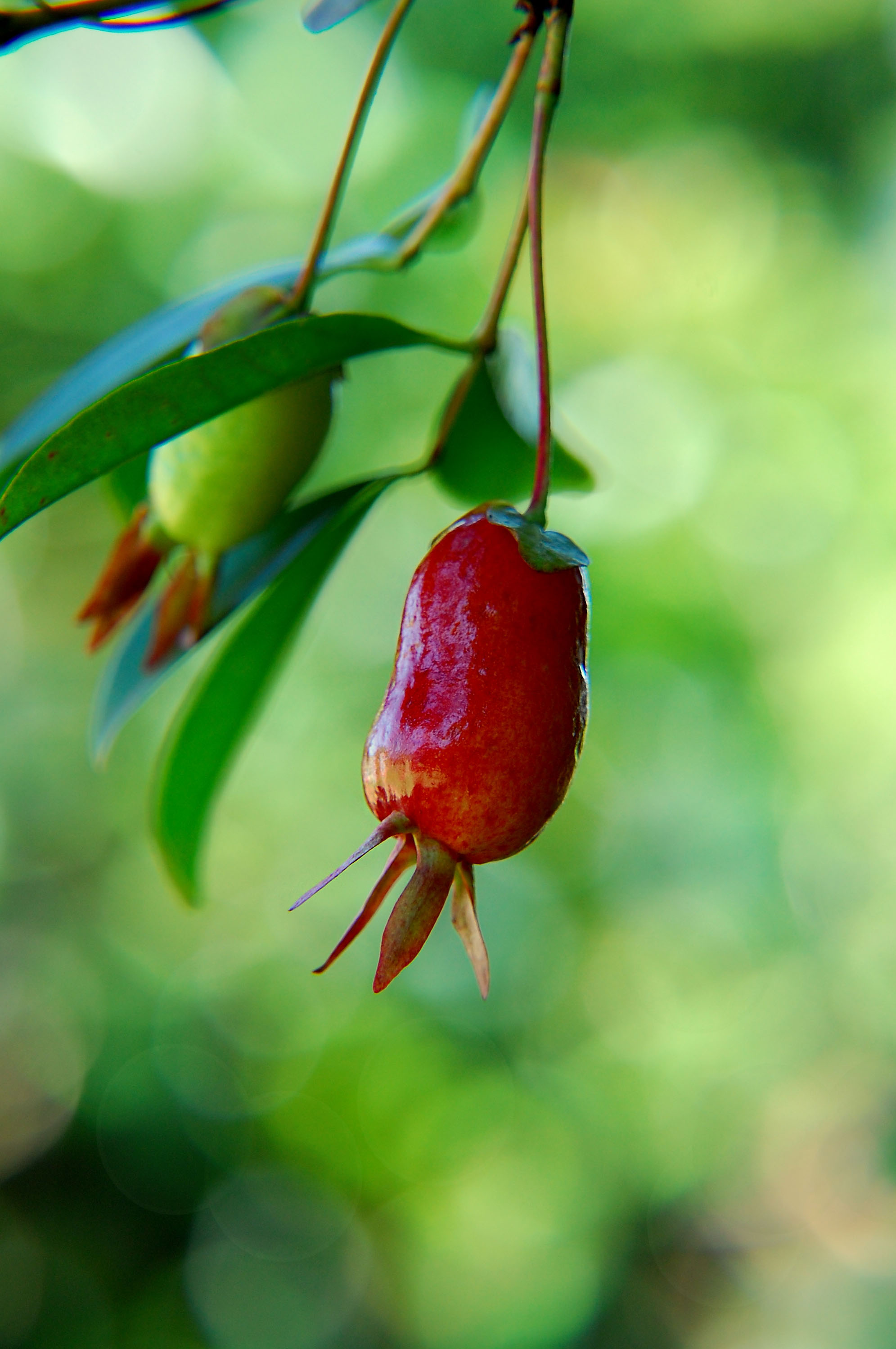
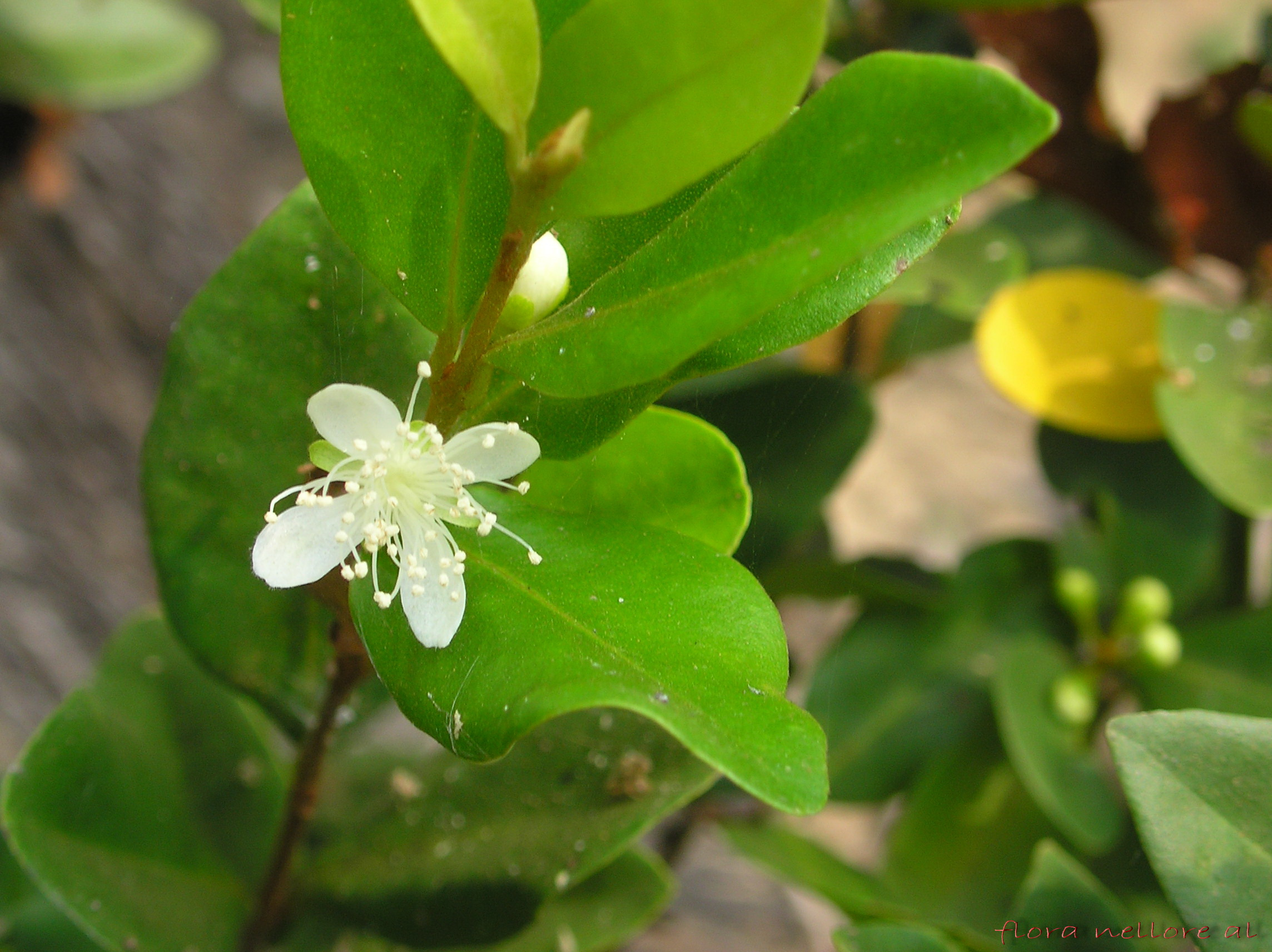
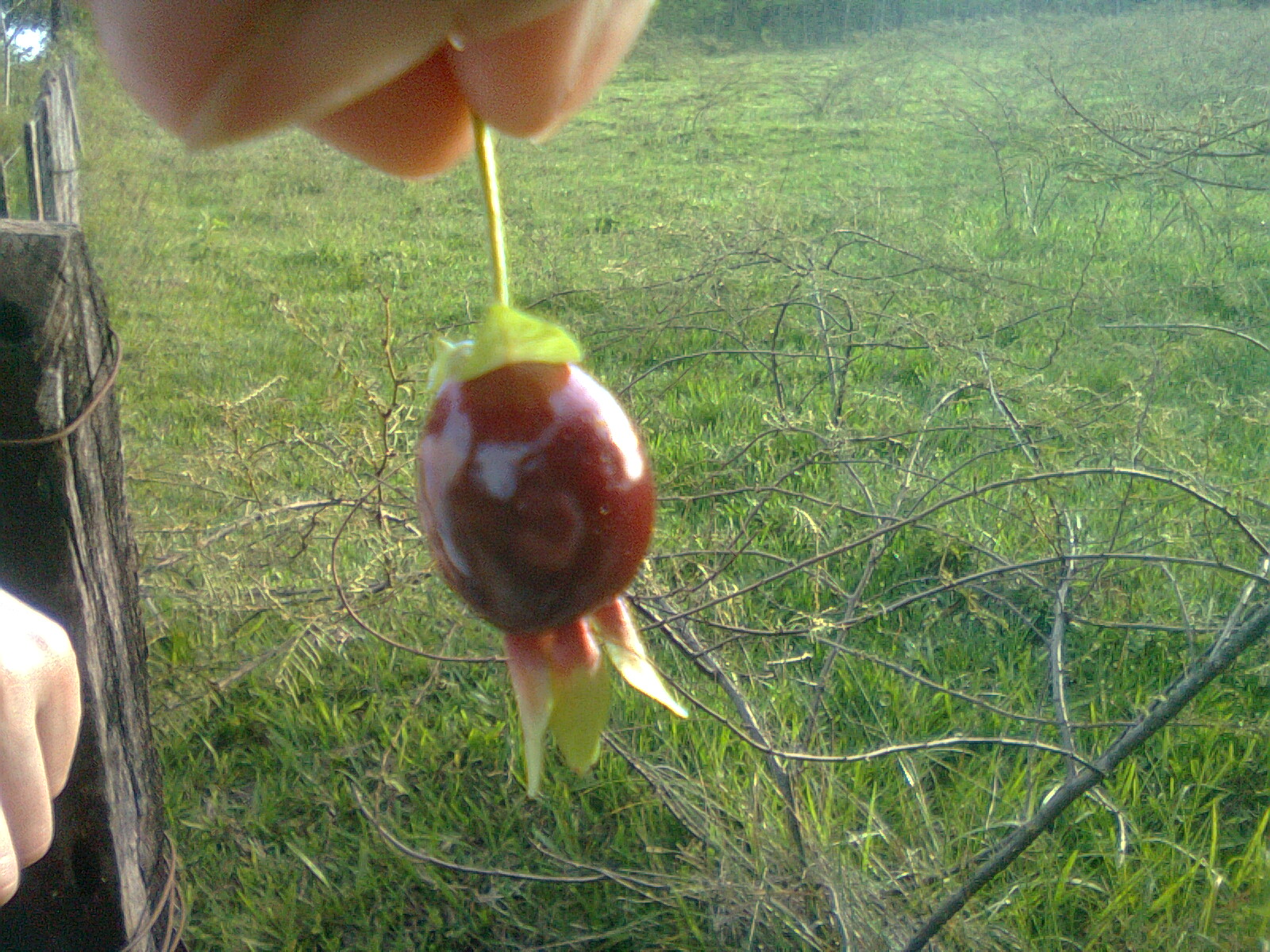